# Тарутинский 67-й пехотный полк
67-й пехотный Тарутинский Великого Герцога Ольденбургского полк,
 с 26.07.1914 — 67-й пехотный Тарутинский полк — пехотная воинская часть Русской императорской армии.
Полковой праздник — 6 октября. Старшинство по состоянию на 1914 — 29 ноября 1796 и 24 июля 1806.

## Формирование
Фактически сформирован 28 января 1833 года как Тарутинский егерский полк шестибатальонного состава из двух полков — Тарутинского Пехотного полка и 28-го егерского полка, при этом:
- 1-й и 2-й действующие батальоны Тарутинского Пехотного полка стали 1-м и 2-м действующими батальонами Тарутинского егерского полка
- 1-й и 2-й действующие батальоны 28-го егерского полка стали 3-м и 4 м действующими батальонами Тарутинского егерского полка
- 3-й резервный батальон Тарутинского Пехотного полка стал 5-м резервным батальоном Тарутинского егерского полка
- 3-й й резервный батальон 28-го егерского полка стал 6-м резервным батальоном Тарутинского егерского полка

В части вплоть до 1918 года сохранялось старшинство обоих этих полков.

## История Тарутинского пехотного полка до 1833
Сформирован 11 марта 1813 года как Тарутинский пехотный полк в составе 3-х батальонов из части Московского гарнизонного полка. При сформировании старшинство батальонов полка установлено с 19 февраля 1711 года, полков Орлова и Кробова Московского Гарнизона.
19 февраля 1711 года в Москве были сформированы два гарнизонных полка: Орлова (потом фон-Гагена) и Коробова. 19 марта 1726 года один батальон полка фон-Гагена обращён на укомплектование разных полков, а другой присоединён к полку Коробова.
13 ноября 1727 года этот полк назван Коломенским гарнизонным. 16 апреля 1764 года из него сформированы 1-й, 2-й и 3-й Московские внутренние гарнизонные батальоны.
В 1791 года сформированы: 1-й запасной мушкетёрский батальон, и 1-й и 2-й Московские полевые батальоны. 4 августа 1794 года 1-й запасной мушкетёрский батальон назван 3-м Московским полевым батальоном и вновь сформированы 4-й, 5-й, 6-й и 7-й полевые батальоны. 3 августа 1795 года сформирован 8-й полевой батальон.
29 ноября 1796 года из всех полевых и гарнизонных батальонов сформирован восьмибатальонный Московский гарнизонный полк.
9 января 1797 года назван гарнизонным генерала от инфантерии Архарова 2-го полком.
23 апреля 1800 года он назван гарнизонным генерал-майора Рейхенберга и переформирован в 4 батальона.
22 июня 1801 года назван Московским гарнизонным полком .
20 марта 1811 года к полку присоединены Вологодский и Устюжский гарнизонные батальоны.
6 ноября 1811 года 18 рот отчислены на формирование полков: Одесского, Виленского, Тарнопольского, Симбирского и 49-го и 50-го егерских а из оставшихся 6 рот, составлен четырёхбатальоный Московский Гарнизонный полк из которого 11 марта 1813 года были сформированы Тарутинский и Бородинский пехотные полки трёхбатальоного состава, а оставшаяся часть составила Московский Внутренний Гарнизонный батальон. При сформировании у батальонов полка сохранены знамёна пожалованные 28 февраля 1798 года Гарнизонному полку генерала от Инфантерии Архарова 2-го. 6 августа 1817 года всем трём батальонам полка пожалованы новые простые знамёна без надписей.
В 1827 году в связи с Персидской войной (1826—1828), занявшей основные части Кавказского корпуса, и в связи с началом мятежа на Северном Кавказе, возникшего вследствие непродуманной политики нового главнокомандующего Кавказским корпусом Паскевича, полк был направлен туда в составе 14-й пехотной дивизии. В состав дивизии тогда входили Московский, Бутырский, Тарутинский, Бородинский пехотные, и 27-й и 28-й егерские полки.
В 1827—1831 годах принимал участие в Кавказской войне, зимой 1831 года, после подавления мятежа на равнинах и после образования на Кавказе Линейных батальонов, был выведен с Кавказа. 16 февраля 1831 года 3-й резервный батальон отчислен в Житомирский Пехотный полк, составив его 3-й резервный батальон, а впоследствии войдя в Бендерский 132-й пехотный полк. Тогда же был сформирован новый 3-й резервный батальон. В новом резервном батальоне до 1836 года знамени не было.

## 28-й егерский полк
24 июля 1806 года из 3-го батальона Тамбовского мушкетёрского полка в составе 3-х батальонов был сформирован как 28-й егерский полк.
В 1812—1814 годах участвовал в кампаниях против французов в Отечественной войне и Заграничных походах.
5 января 1815 года полку пожалованы 2 серебряные трубы с надписью «За оказанное отличие в сражениях бывших под Городечной, Кенигсвартом, Бауценом и Бриенном».
5 января 1815 года полку надписью на трубах увековечено и отличие полка в сражении при селении Ла-Ротьер «За сражения под Городечном, в Силезии, под Бриенн-Ле-Шато и при селении Ла-Ротьер».
В 1827 году был направлен на Северный Кавказ в составе 14-й пехотной дивизии.
В 1827—1831 годах принимал участие в Кавказской войне. Зимой 1831 года был выведен с Кавказа.

## История Тарутинского пехотного полка после 1833 года
28 января 1833 года из Тарутинского пехотного полка и 28-го егерского полка составлен Тарутинский егерский полк шестибатальонного состава.
12 мая 1833 года 3-му, 4-му действующим и 6-му резервному батальонам (прежде составлявшим 28-й егерский полк) пожалованы простые знамёна без надписей. К 30 августа 1834 года 6-й резервный батальон переформирован в «68-й Запасной полубатальон». 12 декабря 5-му резервному батальону пожаловано простое знамя без надписи. 20 июня 1838 года к знамёнам 1-го и 2-го батальонов пожалованы юбилейные александровские ленты.
20 января 1842 года 68-й Запасной полубатальон переформирован в 6-й Запасной батальон полка запасных войск.
23 февраля 1845 года 3-й действующий батальон полка отчислен в Житомирский пехотный полк, составив его 3-й действующий батальон, тогда же был сформирован новый 3-й действующий батальон, 28 февраля 1845 года ему было пожаловано простое знамя без надписи. Вместе с батальоном было передано и его знамя, пожалованное в 1833 году. Старшинство батальона 28-го егерского полка сохранялось в 3-м батальоне Житомирского полка до 1884 года. 10 марта 1854 года были сформированы 7-й и 8-й запасные батальоны. При формировании им были выданы знамёна.
В Крымской войне полк действовал неудачно, тем не менее впоследствии был удостоен высочайших наград. В начале сентября 1854 года батальон полка без единого выстрела со стороны коалиции оставил Евпаторию, и там беспрепятственно высадились союзники. В сражении при р. Альме полк также действовал бесславно, а его командир отличился — бежал с поля боя, бросив полк. В Севастополе занимал укрепления на Северной стороне и активного участия в обороне не принимал. Выдающимися делами под Инкерманом полк также не отличился, отступив с поля боя перед многократно слабейшим противником, и лишь на Чёрной речке полк показал себя удовлетворительно.
5-й и 6-й батальоны полка в 1854—1856 годах стояли в Симферополе, и активного участия в боевых действиях не принимали.
С 17 апреля 1856 года — Тарутинский пехотный полк.
23 августа расформированы 7-й и 8-й запасные батальоны. Чины 5-го и 6-го батальонов уволены в бессрочный отпуск.
30 августа 1-му, 2-му, 3-му и 4-му батальонам полка пожалованы нагрудные для офицеров и головные знаки для нижних чинов с надписью: «За Севастополь 1854 и 1855 годов».
С 25 марта 1864 года 67-й Тарутинский пехотный полк Великаго герцога Ольденбургского.
13 августа переформирован в трёхбатальонный состав: 4-й батальон расформирован поротно на составление 43-го, 44-го, 45-го и 64-го резервных батальонов (упразднены в 1873 году) и формально расформированы 5-й и 6-й батальоны.
В турецкую кампанию 1877—1878 годов полк действовал на Европейском театре войны в составе нижнедунайского отряда.
14 января 1878 года отличился при штурме Базаржика, за что 17 апреля 1878 года 1-му 2-му и 3-му батальонам полка пожалованы Георгиевские знамёна с надписью «За Базарджик 14 января 1878 года».
В 1879 году из стрелковых рот батальонов полка сформирован 4-й батальон. Батальону выдано простое знамя прежнего 4-го батальона.
В 1884 году установлено общее старшинство полка от 29 ноября 1796 года, но с сохранением старшинства 28-го егерского полка — 24 июля 1806 года
По состоянию на 1884 год 1-й и 2-й батальоны полка имели старшинство 19 февраля 1711 года, полков Орлова и Кробова Московского Гарнизона, а 3-й батальон имел старшинство 28-го егерского полка — 1763 года.
В июне 1905 года полк был направлен на Дальний Восток, но участия в русско-японской войне принять не успел.
В 1911 году полк дислоцировался в г. Ковель (Волынская губерния).
Высочайшим приказом от 26 июля 1914 года в связи с началом войны с Германией полку велено именоваться 67-м пехотным Тарутинским полком.
27 февраля 1917 года по приказу начальника Ставки М. В. Алексеева начальник штаба Северного фронта Ю. Н. Данилов выделил Тарутинский и Бородинский пехотные полки в распоряжение генерала Иванова для подавления беспорядков в столице. Эшелон Тарутинского полка высадился на станции Александровской 1 марта, эшелон Бородинского полка был задержан в Луге. В ту же ночь приказом командования Северного фронта по согласованию с императором оба полка были возвращены на фронт в подчинение 5-й армии.

## Знаки отличия полка к 1914 году
- юбилейное Георгиевское знамя с надписью «За Базарджик 14 января 1878 года» с юбилейной александровской лентой «1811—1911» (пожалованы 29 ноября 1896 года)
- 2 серебряные трубы с надписью «28-го егерскаго полка, за сражения: под Городечной, в Силезии, под Бриенн-Ле-Шато и при селении Ла-Ротьер»
- знаки нагрудные для офицеров и головные для нижних чинов с надписью: «За Севастополь 1854 и 1855 годов»

## Дислокации полка
- 1820 — Звенигород Московской губернии[1]. Второй батальон находится на поселении в Новгородской губернии
- 1834 — Зарайск[2]
- 1834—1840 — Жиздра
- 1840—1841 — Ростов, Ярославской губ.
- 1841—1848 — Нижний Новгород
- 1848—1849 — Москва
- 1849—1851 — Звенигород, Руза, Ржев и Зубцов
- 1851—1854 — Нижний Новгород
- 1861 — Кирсанов Тамбовской губернии[3]
- 1869 — Белёв
- 1876 — Москва

## Шефы полка Великие Герцоги Ольденбургские
- 15.07.1860—04.06.1900 — великий герцог Ольденбургский Петр
- 04.06.1900—26.07.1914 — великий герцог Фридрих Август II

## Командиры полка

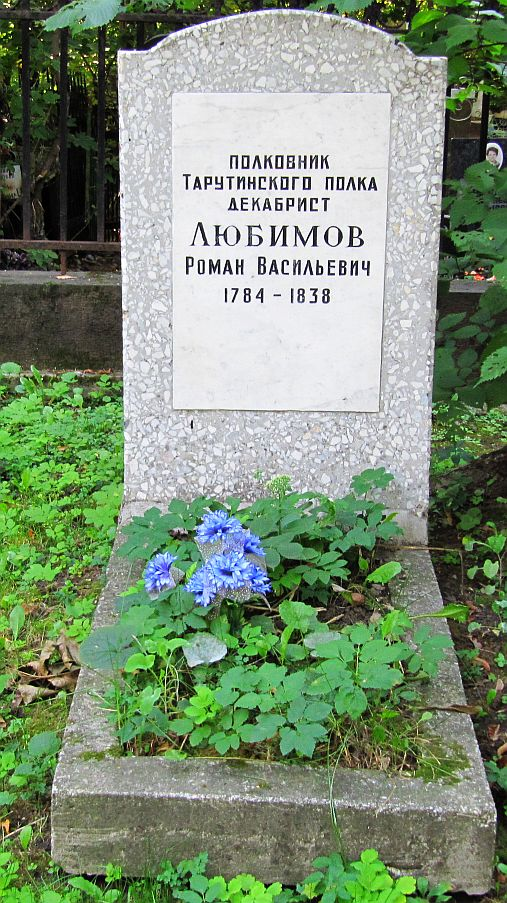
могила Р. В. Любимова на Пятницком кладбище Москвы (22 уч-к)

- 21.03.1816 — 29.08.1822 — полковник Николев, Иван Юрьевич
- 29.08.1822 — 08.04.1826 — подполковник, (с 26.11.1823 полковник) Любимов, Роман Васильевич
- 05.02.1851 — 05.12.1854 — полковник (с 06.12.1853 генерал-майор) Волков, Семён Алексеевич
- 19.01.1855 — 30.08.1855 — полковник (с 02.06.1855 генерал-майор) Гордеев, Николай Яковлевич
- 30.08.1855 — 04.03.1856[4] — полковник Верт, Павел Оттович
- xx.xx.1856 — 09.03.1859 — полковник Свечин, Владимир Константинович
- 09.03.1859 — 13.08.1864 — полковник Пепкин, Николай Иванович[3]
- 13.08.1864 — 17.03.1865 — полковник Михайловский, Николай Андреевич
- 17.03.1865 — xx.xx.1865 — полковник Олсуфьев, Лев Александрович
- хх.хх.хххх — 16.11.1866 — полковник барон Энгельгардт, Владимир Яковлевич
- 16.11.1866 — 28.03.1871 — полковник Брант, Вильгельм Васильевич
- 02.04.1871 — 15.01.1872 — полковник Тванев, Александр Иванович
- 22.01.1872 — 09.06.1873[5] — полковник Тваровский, Феликс Францевич
- 09.06.1873 — xx.xx.1878 — полковник Елец, Люциан Адамович
- 27.04.1878 — 12.03.1882 — полковник Повало-Швейковский, Александр Николаевич
- 12.03.1882 — 20.01.1886 — полковник Минут, Николай Викторович
- 26.01.1886 — 15.12.1886 — полковник Видеман, Уно Генрихович
- 04.01.1887 — 18.02.1890 — полковник Игнатьев, Пётр Иванович
- 07.03.1890 — 24.10.1899 — полковник Тишевский, Павел Николаевич
- 31.10.1899 — 24.09.1904 — полковник Соболев, Николай Константинович
- 30.09.1904 — 08.07.1911 — полковник Попов, Георгий Алексеевич
- 08.07.1911 — 11.10.1913 — полковник Ларионов, Николай Степанович
- 11.10.1913 — 19.04.1915 — полковник (с 02.11.1914 генерал-майор) Глоба, Александр Васильевич
- 22.04.1915 — 31.10.1916 — полковник Листовский, Антон Эдуардович
- 31.10.1916 — 30.07.1917 — полковник Поляков, Пётр Иванович
- 19.08.1917 — после 19.09.1917 — полковник Ступин, Всеволод Васильевич

## Известные люди, служившие в полку
- Куталев, Гавриил Антонович
- Славен, Пётр Антонович
- Нарышкин, Михаил Михайлович
- Щербатов, Иван Дмитриевич